# Pilade Pollazzi
Pilade Pollazzi (Firenze, 1852 – Firenze, 1940) è stato uno scrittore italiano.
Nel 1885 fondò la rivista quindicinale Scena illustrata, rivista illustrata a colori, sorta sulle rovine del foglio drammatico Carlo Goldoni e del Corriere di Firenze. Fu direttore, proprietario ed editore della rivista per cinquant'anni, sino al 1935, anno in cui fu venduta alla Bemporad-Dauphiné. La rivista ebbe successo sia per la scelta collaborazione letteraria (tra gli altri Carducci, De Amicis, Verga, Fogazzaro, Capuana, Croce, Zola) sia per l'attrattiva estetica alla quale contribuirono i frontespizi ornati di fregi liberty e le copertine d'autore dei principali illustratori dell'epoca. La rivista rivolse la sua attenzione alla letteratura, all'arte, allo spettacolo e al costume, alla cronaca e allo sport. Pollazzi dedicò alla rivista tutta la sua vita.
Fu scrittore e giornalista. Richiamò l'attenzione del pubblico con iniziative particolari, come il volo in mongolfiera sull'Appennino, l'ingresso nella gabbia dei leoni, la partecipazione a gare automobilistiche, a gare a cavallo alle cascine.
Ebbe contatti personali e corrispondenza con molti scrittori dell'epoca, tra i quali Carducci e D'Annunzio.
Nel 1928 gli fu conferita la Legion d'Onore e nel 1967 gli fu intitolata una strada a Roma, nel quartiere di Pietralata.
Riposa tra gli "Illustri" nel Cimitero Monumentale delle Porte Sante di Firenze.